# بلانش (خواننده)
بلانش (به فرانسوی: Blanche) (زاده ۱۰ ژوئن ۱۹۹۹) خواننده بلژیکی است.
او در مسابقه آواز یوروویژن ۲۰۱۷ نماینده بلژیک بود و به مقام چهارم دست یافت.